# Murembera
Murembera är ett vattendrag i Burundi.   Det ligger i provinsen Gitega, i den centrala delen av landet, 80 km öster om huvudstaden Bujumbura.
I omgivningarna runt Murembera växer huvudsakligen savannskog. Runt Murembera är det ganska tätbefolkat, med 230 invånare per kvadratkilometer.